# Trolejbusová doprava

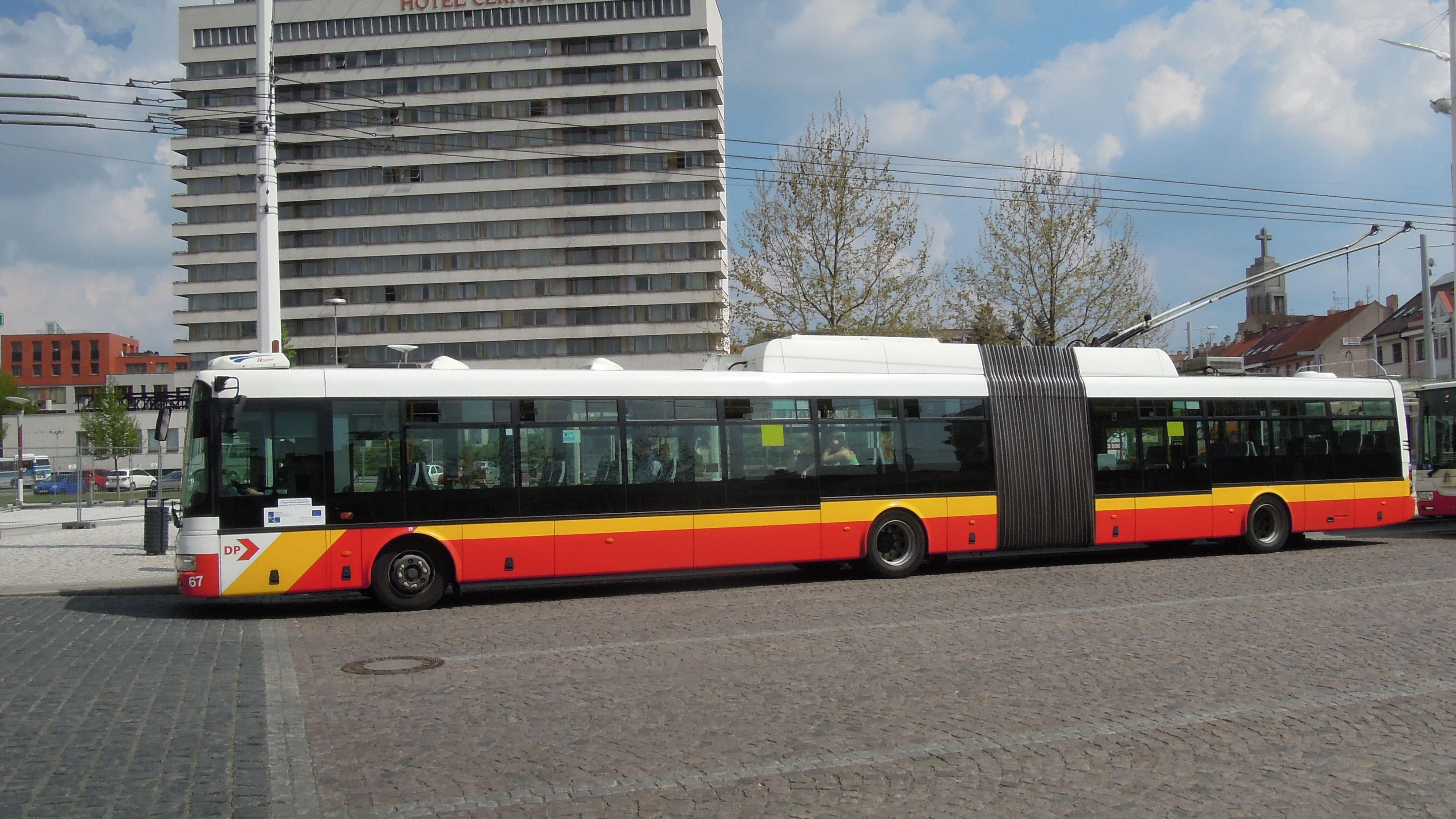
Trolejbus Škoda 31Tr v Hradci Králové

Trolejbusová doprava je součástí městské hromadné dopravy v mnoha městech po celém světě. Je provozovaná po vozovkách pozemních komunikací a její vozidla i zastávky jsou velmi podobné autobusovým. V Česku (ale i jinde, např. na Slovensku) jsou trolejbusy však drážními vozidly a jejich řidiči získávají řidičská oprávnění podle zákona o drahách. Trolejbusy se až na výjimky (např. trolejbusová trať Simferopol – Jalta na Ukrajině) používají pouze ve městech.

## Vznik a vývoj

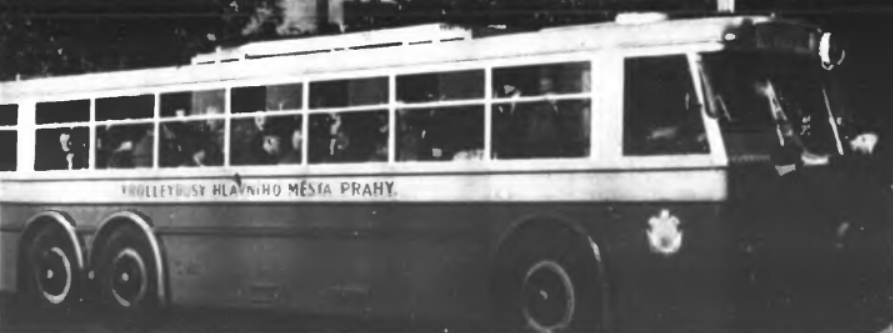
Trolejbus Tatra 86 v Praze (1936)

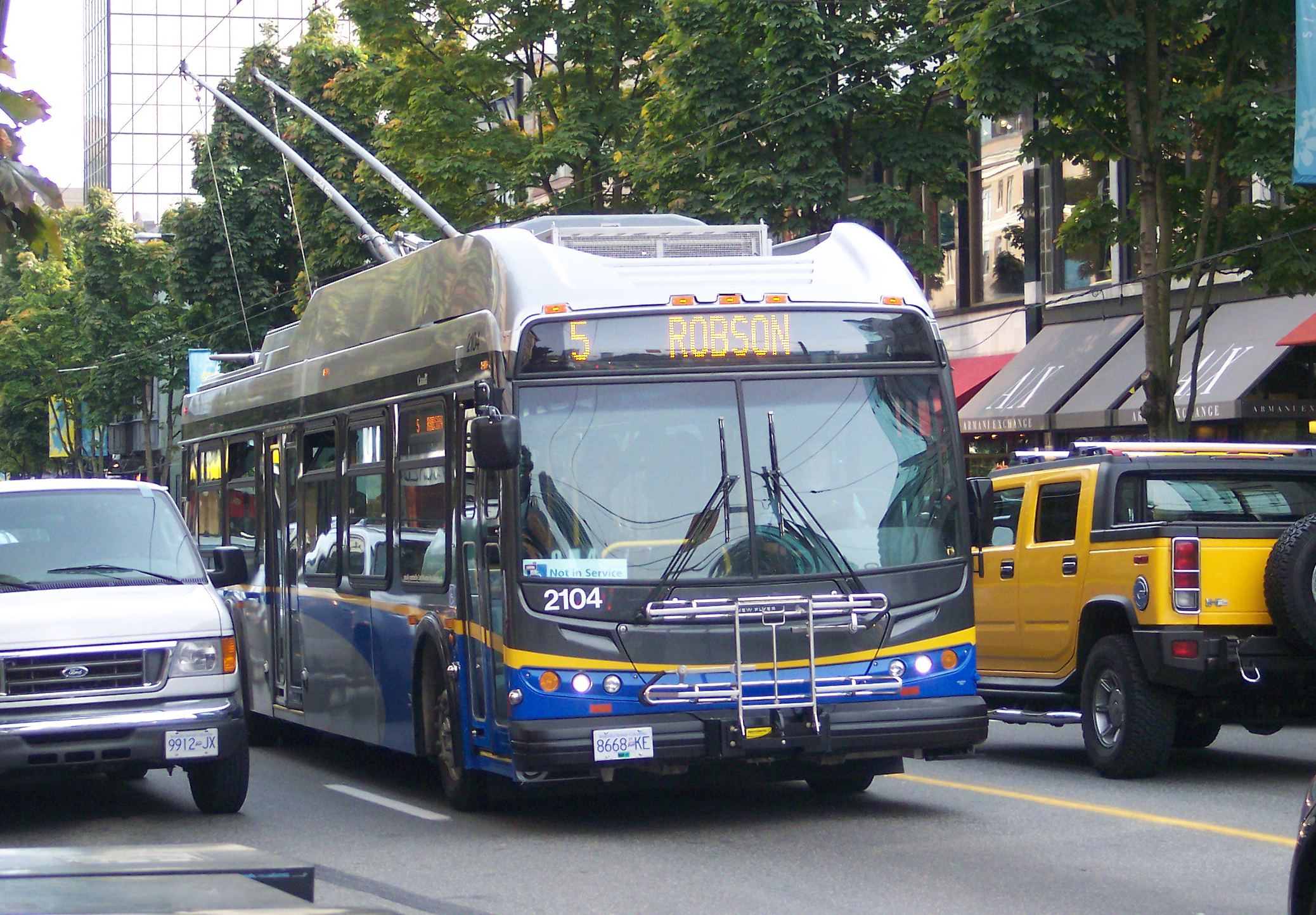
Moderní trolejbus ve Vancouveru

Trolejbusová doprava vznikla na začátku 20. století jako kompromis mezi autobusovou a tramvajovou koncepcí. První z českých měst, která trolejbusovou dopravu v 1. desetiletí 20. století v Česku zavedla, byly České Budějovice (1909–1914). V letech 1907 až 1916 také jezdil trolejbus z náměstí v Gmündu na gmündské nádraží, které se později stalo součástí Českých Velenic. Šlo hlavně o místa, kde by nešlo provozovat klasickou tramvajovou trať.
Provoz první moderní trolejbusové linky v Československu byl zahájen 28. srpna 1936 v Praze. K masovému rozvoji trolejbusů došlo jak v Československu, tak i v Evropě v polovině 20. století. Poté rozvoj autobusové dopravy je málem odkázal do muzeí, ropná krize ale situaci změnila. Od 80. let se začala trolejbusová doprava opět rozšiřovat, větší váhu získal i argument, že je ve městě ekologicky šetrnější než autobus i než tramvaj. Dnes [kdy?]již tento argument nemá takovou váhu, jelikož autobusy nevypouštějí tolik zplodin a přibližně 50 % elektrické energie se v ČR vyrábí v uhelných elektrárnách, zatěžujících životní prostředí.

## Hodnocení trolejbusové dopravy

### Výhody
Oproti tramvajové dopravě:
- lepší manévrovatelnost (možnost vyhýbání se do stran, zajetí k chodníku atd.)
- možnost dosažení většího zrychlení/zpomalení a kratších rozjezdových/brzdných drah
- větší stoupavost vozidel – možnost zřizování tratí na větším sklonu
- zpravidla menší nároky na šířku komunikací – možnost zřizování tratí v užších ulicích
- nižší investiční náklady na zřizování a rekonstrukce tratí (odpadají kolejové sítě, většinou využívá stávající komunikace)
- nižší provozní náklady na údržbu tratí
- nižší hlučnost
- větší šetrnost k budovám kolem vedení

Oproti autobusové dopravě:
- ekologičnost (pro dané město s trolejbusovým provozem)
- úspora dovážených paliv (kromě napájení z agregátu se spalovacím motorem využívá elektrickou energii vyráběnou převážně z tuzemských zdrojů)
- většinou nižší měrná cena trakční energie na ujetý km
- zpravidla lepší jízdní vlastnosti zejména ve stoupání (akcelerace) díky přetížitelnosti a příznivějším charakteristikám elektrického trakčního pohonu
- možnost rekuperačního brzdění
- jednodušší mechanická část pohonu [nevyžaduje měnitelné převody, možnost individuálního pohonu náprav, příp. kol (výjimka: hybridní autobusy s elektrickým přenosem výkonu)]

### Nevýhody
Oproti tramvajové dopravě:
- nižší dosažitelná přepravní kapacita
- vyšší měrná spotřeba trakční energie kvůli větším jízdním odporům
- zpravidla kratší životnost vozidel
- složitější a dražší trolejové vedení

Oproti autobusové dopravě:
- závislost na dodávce elektrické energie z trolejového vedení a z toho plynoucí menší operativnost (výjimky: provoz na akumulátorové baterie nebo dieselagregát)
- investiční náklady na výstavbu a rekonstrukce pevných elektrických trakčních zařízení
- provozní náklady pevných elektrických trakčních zařízení
- přísnější technické a právní podmínky pro zřizování i provozování trolejbusové dopravy
- zpravidla vyšší pořizovací cena trolejbusů oproti autobusům vyráběným zpravidla ve větších sériích (často kompenzovaná delší životností)
- omezení rychlosti při průjezdu výhybkami, kříženími a oblouky (dnes významné jen u starších konstrukcí trolejového vedení a sběračů)

## Trolejbusová doprava v Česku
V současnosti existuje v Česku 14 trolejbusových provozů různé velikosti. Největší trolejbusovou sítí disponuje Brno, naopak nejmenším provozem je Praha. Nejdéle jezdí trolejbusy v Plzni (od roku 1941), nejmladší síť je v Praze, uvedená do plného provozu v roce 2024. V minulosti fungovala trolejbusová doprava i v několika dalších městech.
- Brno
- České Budějovice
- Hradec Králové
- Chomutov – Jirkov
- Jihlava
- Mariánské Lázně
- Opava
- Ostrava
- Pardubice
- Plzeň
- Praha
- Teplice
- Ústí nad Labem
- Zlín – Otrokovice